# Auguste Marie Gicquel des Touches
Auguste Marie Gicquel des Touches, né le 17 août 1784 à Rennes (Ille-et-Vilaine), mort le 16 janvier 1855 à Brest, est un officier de marine français des XVIIIe et XIXe siècles.

## Biographie

### Famille
Auguste Marie Gicquel des Touches  est issu d'une famille bretonne d'ancienne bourgeoisie selon Pierre-Marie Dioudonnat, de "fausse noblesse" selon Philippe du Puy de Clinchamps ou noble selon Dominique de la Barre de Raillicourt. Fils de  Pierre Gilles Gicquel, sieur des Touches, visiteur des poudres et salpêtres de Bretagne, receveur des domaines du duc de Penthièvre, et de Louise Thomasse Le Blanc, il est le frère de Pierre Guillaume Gicquel des Touches.
Marié avec Mélanie Siderf puis avec Thérèse Marie Le Fer de La Sauldre, il a pour fils Albert Auguste Gicquel des Touches, vice-amiral en 1875 et ministre de la Marine en 1877.

### Carrière
Il entre dans la Marine française comme mousse en mai 1794, et embarque sur la frégate La Gentille, faisant partie de l'escadre du vice-amiral Villaret-Joyeuse, qui combat l'escadre britannique de l'amiral Howe, le 13 prairial de la même année, il y reçoit le baptême du feu aux combats de mai et juin 1794.
Le 25 vendémiaire an III, il embarque sur le Ferme, destiné pour la Guadeloupe.
Aux atterrages de cette île, ce bâtiment rencontra une division de frégates britanniques qui le forcèrent à faire côté dans la baie de Saint-François. Deux de ces frégates canonnèrent le fort et le Ferme. Le capitaine s'étant enfui, l'équipage en fit autant. Le jeune Gicquel, repoussé quand il voulut s'embarquer, resta seul sur le pont, où il fut pris, ainsi que le lieutenant et quinze autres qui s'étaient cachés dans la cale et qui se montrèrent quand ils entendirent les Britanniques.
La frégate le Québec les conduisit au Fort-Royal en Martinique, d'où ils furent transférés en Grande-Bretagne et de là en France. Le 15 vendémiaire an V, il monta le vaisseau le Nestor, de l'escadre de l'amiral Justin Bonaventure Morard de Galles, destiné pour l'Irlande. Novice en fructidor an VI, aspirant de 2e classe le 20 germinal an VII, il fit sur les vaisseaux le Jean-Bart et le Tyrannicide devenu Desaix, les campagnes des amiraux Bruix, Ganteaume et Linois, ans VII, VIII et IX, dans l'océan, la Méditerranée et Saint-Domingue.
À bord du Desaix, il assista à trois combats, et se distingua surtout à celui d'Algésiras, en messidor an IX. Dans ce combat opiniâtre et meurtrier, la perte des Britanniques fut plus considérable que celle de leurs adversaires. Le jeune Gicquel resta constamment sur la dunette et fixa l'attention de son commandant, qui demanda pour lui à l'amiral Linois le grade d'enseigne de vaisseau, quoique n'ayant pas 17 ans accomplis. Dans le mois de nivôse an X, le Desaix naufragea sur les récifs de Picolet (Saint-Domingue) ; M. Gicquel parvint, par sa présence d'esprit, au milieu des nombreux travaux que commande un pareil événement, à sauver la mâture de ce vaisseau, qui, sans ses soins, serait infailliblement tombée sur le pont, où elle aurait occasionné de graves malheurs. Il revint en France sur le vaisseau la Révolution, de l'escadre Ganteaume. Embarqué à Brest le 13 prairial suivant sur le vaisseau l'Intrépide, destiné pour Saint-Domingue, il passa aspirant de 1re classe le II frimaire an XII. Dans cette campagne laborieuse, il mérita l'estime de son commandant, qui lui confia le commandement d'un bateau armé, pour garder un gué, dans la rivière de Galifet, que les Noirs, révoltés, menaçaient de passer pour attaquer le haut Cap. Il voulut lui faire donner un ordre d'enseigne de vaisseau provisoire, mais M. Gicquel déclina cette faveur, préférant n'être officier, qu'entretenu.
Dans le retour en France, il demeura chargé de la route du vaisseau et des observations nautiques. Nommé enseigne de vaisseau le 3 brumaire an XII, et membre de la Légion d'honneur le 15 pluviôse suivant, il continua ses services sur l'Intrépide, et fit les campagnes de la Méditerranée, des Antilles et d'Espagne. Son capitaine lui donna une grande marque de confiance en le choisissant pour commander la compagnie de débarquement, ce poste revenant à un lieutenant de vaisseau.
Il se trouva sur l'Intrépide aux combats du Finistère et de Trafalgar, les 3 vendémiaire an XIII et 14 vendémiaire an XIV. L'Intrépide, qui s'était signalé au combat du 22 juillet, sous le commandement de Deperrone, s'illustra encore plus dans celui que nous décrivons. Son nouveau commandant, le capitaine Infernet, se plaça dans cette journée au rang des marins français dont les noms seront à jamais célèbres. L'Intrépide combattit deux, trois, quatre et jusqu'à cinq vaisseaux ennemis à la fois. Enfin, démâté de tous ses mâts, ayant plus de la moitié de son équipage mis hors de combat, et entouré de sept vaisseaux britanniques, Infernet attendit encore pour se rendre, que l'Intrépide fût près de couler sous ses pieds.
Dans les deux affaires citées plus haut, l'enseigne Gicquel commanda l'artillerie et la manœuvre du gaillard d'avant; il persévéra tellement dans la réparation des avaries pendant la bataille de Trafalgar, que le mât de misaine de son vaisseau ne tomba que le dernier. Il ne donna pas moins de preuves d'activité et d'un courage éclairé dans les trois jours qui suivirent cette bataille mémorable. Étant le plus ancien des officiers qui restaient à bord après l'action, il fit respecter son autorité par l'équipage, et surtout par les deux cents Britanniques qui avaient amariné le vaisseau. Tout cris efforçant de le diriger vers la côte de Cadix, il sut faire maintenir ce navire à flot, au milieu de la tempête qui s'éleva après le combat. C'est donc à lui que le reste de cet équipage (300 hommes dont 80 blessés) dut son salut.
Enfin, le troisième jour, le vent ayant molli, le contre-amiral britannique Northkest, qui montait le Britannia, vaisseau à trois ponts, se trouvait près de l'Intrépide, ordonna de l'évacuer, en prescrivant de laisser M. Gicquel à bord pour diriger cette opération, après quoi il lui serait présenté : « ayant l'intention de lui rendre la liberté en le faisant mettre sur la côte d'Espagne, à la première occasion, en récompense de sa noble conduite. »
Le sort en décida autrement, et peu s'en fallut que cet officier ne devînt victime de son dévouement. Les trois cents Français qu'il avait eu le bonheur de sauver étaient heureusement évacués, lorsque la brise fraîchit de nouveau, et le Britannia s'éloigna. Ce ne fut qu'à neuf heures du soir, le vaisseau à moitié coulé, que le vaisseau britannique l'Orion, capitaine Codrington, à bord duquel se trouvait le commandant Infernet, passa assez près de l'Intrépide pour en avoir connaissance et envoyer un canot à bord. Le commandant Codrington, à qui le commandant Infernet avait beaucoup parlé de l'enseigne Gicquel, fit à ce dernier l'accueil le plus gracieux.
Conduit en Grande-Bretagne, il y resta cinq ans et demi. C'est alors que l'amiral Northkest, y opérant son retour, le fit échanger en mars 1811. Les officiers de l'Intrépide, réunis à bord du Britannia, écrivirent de ce vaisseau une lettre à l'enseigne Gicquel, par laquelle ils le complimentaient et le félicitaient de son parfait dévouement, tant durant le combat qu'après.
Envoyé en mission à Anvers et à Toulon, il trouva dans cette dernière ville sa nomination de lieutenant de vaisseau, en juillet 1811, et un ordre de destination pour Gênes, afin d'y former le 68e équipage de haut bord, destiné à armer le vaisseau l'Agamemnon, qu'il quitta l'année suivante, pour remplir les fonctions de second à bord de la Dryade, capitaine Baudin.
Sur cette frégate, il prit une part active au combat du Romulus, entre les îles d'Hyères et le goulet de Toulon, le 13 février 1814. Il quitta cette frégate dans le mois de mai suivant, et monta, en août, sur l'Amphitrite, destinée pour Pondichéry. Appelé en février 1815 au commandement de la gabare l'Infatigable, destinée pour la station de Saint-Pierre-et-Miquelon, Terre-Neuve, il reçut par suite de changements apportés par les Cent-Jours, l'ordre de remonter à Rochefort, d'y déposer son chargement et de se rendre à Bayonne pour y prendre des bois de construction.
Dans un second voyage qu'il fit à Bayonne, afin d'y armer une flottille, et au moment où il quittait les passes de Monmousson, la gabare l'Infatigable, chassée par une frégate et une corvette britanniques, se vit forcée de relâcher dans la Gironde, où elle resta jusqu'à la rentrée du Roi en France.
À la Restauration, il reçut la croix de Saint-Louis, et prit, au commencement de 1816, le commandement de la flûte la Salamandre, et ensuite celui de la gabare la Loire, destinée pour le Sénégal, et fit voile dans le mois de juin suivant en compagnie de la frégate la Méduse, dont le naufrage eut une grande célébrité. Ce désastre n'aurait pas eu lieu sans doute, si M. de Chaumareys eût continué sa route avec la Loire, ou s'il eût suivi les conseils écrits que M. Gicquel lui avait remis avant de quitter l'île d'Aix.
C'est à cette époque qu'il propose l'installation du magasin général à bord des bâtiments, mode dont on a bientôt reconnu les excellents effets, et qui est depuis longtemps réglementairement établi à bord des navires de l'État français.
De retour en septembre 1817, à Brest, il traduit de l'anglais de nombreuses instructions nautiques de la Manche, des côtes de l'Amérique du Nord; un long Mémoire sur les courants de l'Atlantique, et, sous le titre Essai, il complète Le Manœuvrier de Bourde de la Ville-Huet.
L'on doit également à M. Gicquel les Annales maritimes qui contiennent un travail relatif à quelques modifications sur les constructions navales, sur le gréement, la mâture, sur l'installation des bâtiments de l'État, sur leur arrimage, sur l'artillerie, telle que la substitution du 30 au 36, et les avantages qui en découleraient, etc., modifications qui ont toutes été adoptées et mises en pratique plus ou moins promptement, et qui sont depuis 1844 réglementaires.
Promu capitaine de frégate en septembre 1819, il est appelé par le ministre pour installer et armer la frégate La Jeanne d'Arc, construite sur des plans nouveaux ; il demeure à son bord comme second, et navigue, en 1821, dans la Méditerranée et dans l'archipel, au moment où les Grecs levaient l'étendard de la liberté. Dans un voyage qu'il fait à Alexandrie, en Égypte, il présente au ministre de la Marine sur cette contrée, des observations politiques et commerciales d'un ordre assez élevé pour être soumises au conseil des ministres.
Par ordonnance royale du 3 juillet 1822, il est nommé rapporteur du conseil de guerre chargé d'examiner la conduite du capitaine Epron, pour la perte de la frégate L'Africaine. Dans le mois de décembre suivant, il reçut l'ordre de se rendre à Toulon, pour y prendre le commandement du brick le Cuirassier, et d'aller croiser entre les îles Baléares et le cap Palos d'Espagne. Il était alors question de faire entrer dans ce pays une armée française afin d'y rétablir l'autorité royale. Revenu à Toulon, il appareille le 13 avril pour aller à la recherche de la frégate La Junon, qui croisait de Barcelone à Malaga, à l'effet de remettre à son capitaine, qui commandait les forces navales sur les côtes méridionales de l'Espagne, des paquets très-pressés et qui lui donnaient avis que l'armée française était entrée en Espagne sous les ordres du duc d'Angoulême.
Appelé, le 23 juin 1824, au commandement de la corvette de charge La Moselle, il se rend dans l'océan Pacifique et fournit des approvisionnements aux navires français qui y stationnaient.
Élevé au grade de capitaine de vaisseau le 19 août 1827, il prend de nouveau, après les événements de 1830, le commandement de La Guerrière. Il est nommé en avril 1831, directeur des mouvements du pont de Brest.
Il est nommé officier de la Légion d'honneur le 27 juillet 1832 et commandeur de la Légion d'honneur le 28 avril 1841.